# Атлас (топология)
Атлас — понятие дифференциальной геометрии, позволяющее вводить на многообразии дополнительные структуры;
например, гладкую структуру или комплексную структуру.
Атлас состоит из отдельных карт, которые описывают отдельные области многообразия. 
Если под многообразием понимать поверхность Земли, то слова «карта» и «атлас» приобретают свои обычные значения.

## Определения
Пусть {\displaystyle K} — числовое поле (например {\displaystyle \mathbb {R} } или {\displaystyle \mathbb {C} }),
{\displaystyle X} — топологическое пространство.
- Карта — это пара {\displaystyle (U,f)}, где

{\displaystyle U} — открытое множество в {\displaystyle X}
{\displaystyle f} — гомеоморфизм из {\displaystyle U} в открытое множество в {\displaystyle K^{n}}
- Локальная карта вводит в {\displaystyle U} криволинейные координаты, сопоставляя точке {\displaystyle x=f^{-1}(t)} набор чисел {\displaystyle t=(t^{1},...,t^{n})}

- Если области определения двух карт {\displaystyle (U_{1},f_{1})} и {\displaystyle (U_{2},f_{2})} пересекаются ({\displaystyle U_{1}\cap U_{2}\neq \emptyset }), то между множествами {\displaystyle f_{1}(U_{2})} и {\displaystyle f_{2}(U_{1})} имеются взаимно обратные отображения (гомеоморфизмы), называемые функциями сличения или отображением склейки :
{\displaystyle {\begin{matrix}f_{12}=f_{1}\circ f_{2}^{-1}|_{f_{2}(U_{1}\cap U_{2})}&:\ f_{2}(U_{1}\cap U_{2})\to f_{1}(U_{1}\cap U_{2})\\f_{21}=f_{2}\circ f_{1}^{-1}|_{f_{1}(U_{1}\cap U_{2})}&:\ f_{1}(U_{1}\cap U_{2})\to f_{2}(U_{1}\cap U_{2})\end{matrix}}}

- Атлас — это множество согласованных карт {\displaystyle \{(U_{\alpha },f_{\alpha })\}}, {\displaystyle \alpha \in {\mathcal {A}}}, такое, что {\displaystyle \{U_{\alpha }\}} образует покрытие пространства {\displaystyle X}. Здесь {\displaystyle {\mathcal {A}}} — некоторое множество индексов. При этом атлас называется гладким (класса {\displaystyle C^{k}}) или аналитическим, если функции замены координат {\displaystyle f_{\alpha _{1}\alpha _{2}}} для всех карт гладкие (класса {\displaystyle C^{k}}) или аналитические.

## Связанные определения
- Два гладких (аналитических) атласа называются согласованными, если их объединение также является гладким (аналитическим) атласом.